# У нас на заводі
«У нас на заводі» — радянський художній фільм-виробнича драма 1971 року, знята режисером Леонідом Аграновичем на кіностудії «Мосфільм».

## Сюжет
Група інженерів, техніків, робітників великого приволзького суднобудівного заводу працює над створенням нової конструкції судна. Їхня робота, пошук, невдачі та радості нерозривно пов'язані з життям всього заводського колективу.

## У ролях
- Микола Волков — Олексій Кудлай, талановитий винахідник
- Олексій Ковальов — Лев Шошин, конструктор
- Петро Константинов — Ніл Федорович Полухін, знатний сталевар
- Наталія Беспалова — Ніна Борзунова
- Віктор Авдюшко — Аніков, робітник
- Євгенія Уралова — Клавдія Кудлай
- Юрій Назаров — міліціонер
- Віталій Соломін — Микола Старков
- Раднер Муратов — лейтенант міліції
- В. Бєлінський — Петя
- Людмила Гаврилова — Алла
- Володимир Ферапонтов — Василенко, будівельник корабля
- Олександра Харитонова — Марія Петрівна
- Геннадій Юхтін — Горобець
- Інга Будкевич — Поліна Андріївна
- Інна Виходцева — мати Юри
- Марина Гаврилко — дружина Полухіна
- Микола Граббе — Фелікс Гаврилович
- Лариса Кічанова — епізод
- Марина Лобишева-Ганчук — Зіна
- Володимир Протасенко — міліціонер
- Валентин Грачов — механік
- Данута Столярська — секретар
- Данило Нетребін — епізод
- Дмитро Орловський — провідник
- Володимир Пучков — епізод

## Знімальна група
- Режисер — Леонід Агранович
- Сценарист — Леонід Агранович
- Оператор — Олександр Шеленков
- Композитор — Михайло Зів
- Художник — Євген Черняєв